# Apnenik pri Boštanju
Apnenik pri Boštanju este o localitate din comuna Sevnica, Slovenia, cu o populație de 30 de locuitori.